# Ramal ferroviario Bernardo de Irigoyen-Santa Fe
El Ramal Bernardo de Irigoyen - Santa Fe pertenece al Ferrocarril General Bartolomé Mitre, Argentina.

## Ubicación
Sus vías corren por la Provincia de Santa Fe, cruzando los departamentos de San Jerónimo y La Capital para unir Bernardo de Irigoyen y la ciudad de Santa Fe.

## Servicios
En la actualidad, el ramal se encuentra sin operaciones, aunque esté concesionado a la empresa Nuevo Central Argentino.
Entre los años 2003 y 2007, Trenes de Buenos Aires operaba este ramal cuando hacía el servicio de pasajeros Retiro - Santa Fe. El servicio había sido interrumpida por daños en la infraestructura de vía, siendo acortado hasta Rosario Norte.